# Jigme Namgyel Wangchuck
| Tibetische Bezeichnung                                  |
| ------------------------------------------------------- |
| Tibetische Schrift: འཇིགས་མེད་རྣམ་རྒྱལ་དབང་ཕྱུག                |
| Wylie-Transliteration: 'Jigs med rnam rgyal dbang phyug |
| Andere Schreibweisen: Jigme Namgyel Wangchug            |

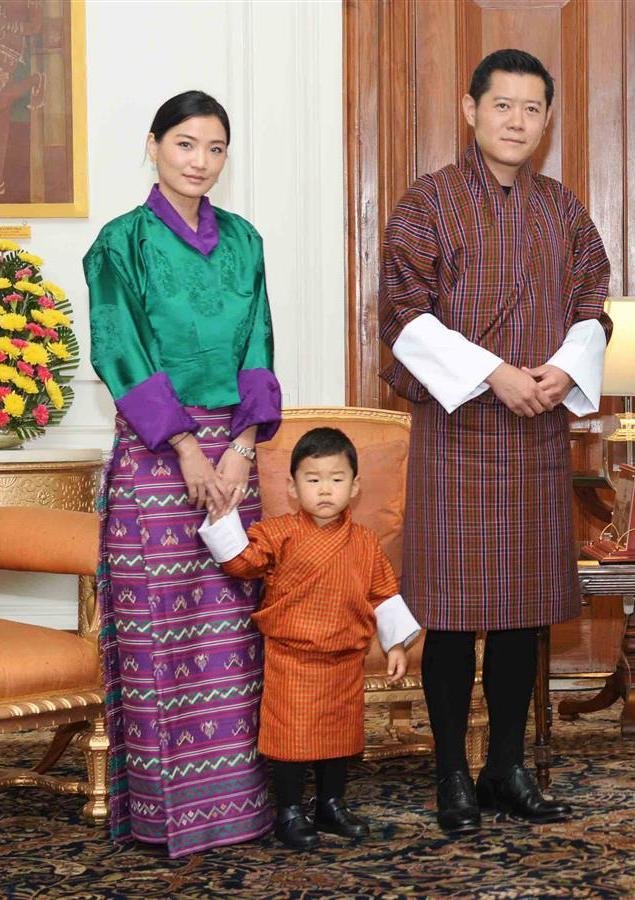
Die königliche Familie im November 2017

Jigme Namgyel Wangchuck (Dzongkha: འཇིགས་མེད་རྣམ་རྒྱལ་དབང་ཕྱུག་་; * 5. Februar 2016 in Thimphu) ist das älteste Kind von König Jigme Khesar Namgyel Wangchuck und Königin Jetsun Pema und somit Kronprinz von Bhutan. 
Jigme Namgyel Wangchuck kam im Lingkana Palast in der Hauptstadt Thimphu zur Welt. Mit der Geburt erhielt er den Titel Gyalsey („Prinz“) und übernahm von seinem Onkel Jigyel Ugyen Wangchuck (dem jüngeren Bruder des Königs) den ersten Rang in der Thronfolge. Am 16. April 2016 wurde der Prinz im Rahmen des jährlichen Gedenkens an den Staatsgründer Shabdrung Ngawang Namgyel der Öffentlichkeit vorgestellt und erhielt offiziell seinen Namen. Am 19. März 2020 wurde sein jüngerer Bruder Jigme Ugyen Wangchuck geboren.
Die königliche Familie steht in Bhutan in hohem Ansehen, der Staat hat erst 2008 mit dem erstmaligen Inkrafttreten einer Verfassung den Wandel zur konstitutionellen Monarchie vollzogen. Auch der junge Prinz ist Empfänger zahlreicher Ehrungen. So wurden anlässlich seiner Geburt 108.000 Bäume gepflanzt, die Renovierung der Klosterfestung Drukyel-Dzong beschlossen und sein Geburtstag zu einem nationalen Feiertag erklärt. Anlässlich seines ersten Geburtstages wurde die Libellenart Megalestes gyalsey (eine Wasserjungfer aus der Familie der Synlestidae) nach dem Prinzentitel benannt. Durch offizielle Fotos des Palastes sowie durch Postings der Königsfamilie in verschiedenen Sozialen Medien sind Jigme Namgyel Wangchuck und sein jüngerer Bruder auch in westlichen Medien regelmäßig präsent. 